# Вилия (дем Мандра-Идилия)
Вижте пояснителната страница за други значения на Вилия.
Вилия (на гръцки: Βίλια) е градче в Южна Гърция, разположено на полуостров Атика. От 2011 година Вилия е част от дем Мандра-Идилия. Има 1955 жители.

## Личности
Родени във Вилия
- Ангелос Сакелариу (1856 – 1909), деец на Гръцката въоръжена пропаганда в Македония
- Елие Ламбети (1926 – 1983), гръцка актриса